# Salar (kommunhuvudort)
Salar är en kommunhuvudort i Spanien.   Den ligger i provinsen Provincia de Granada och regionen Andalusien, i den södra delen av landet, 400 km söder om huvudstaden Madrid. Salar ligger 557 meter över havet och antalet invånare är 2 772.
Terrängen runt Salar är varierad. Runt Salar är det ganska glesbefolkat, med 31 invånare per kvadratkilometer. Närmaste större samhälle är Huétor-Tájar, 5,6 km norr om Salar. Trakten runt Salar består till största delen av jordbruksmark.